# Zespół dworsko-parkowy w Kościelcu
Zespół dworsko-parkowy w Kościelcu – zespół dworsko-parkowy znajdujący się w województwie małopolskim, w powiecie proszowickim, w Kościelcu. Zachowany jest tylko park podworski.

## Historia
Wzmianki o dworze pochodzą z 11 lipca 1661 roku z „Inwentarza dworu i poddanych wsi Kościelec i Posiłów spisany przez Andrzeja Pacanowskiego”, wymienia on dwór wraz z budynkami gospodarczymi, zabudowa drewniana na ogół w złym stanie. W 1839 roku na mapie oznaczono zabudowę dworu wraz z przyległym terenem parku. W 1883 roku (Słownik Geograficzny Królestwa Polski, tom IV) wymieniony folwark z zabudową murowaną i drewnianą. Po roku 1945 zespół dworsko-parkowy został zdewastowany, rozebrano dwór wraz z oficynami oraz budynki gospodarcze, wycięto wiele starych drzew z parku.

## Architektura
Obecnie założenie stanowi bardzo zniszczony zespół w którym wyróżnić można ślady przynajmniej trzech faz rozwoju. Pierwsza to gród lub zamek, XII–XIII w., po którym pozostało całe ogólne ukształtowanie wzniesienia na którym znajduje się park. Druga faza ogród francuski w typie „na tarasie” z systemem stawów, XVIII w., jego częściami byłoby: taras główny – dawny cour d’horneur ramowany dworem na osi i oficynami po bokach, za nim zaś szpalerami drzew, taras średni – z systemem stawów, z dalekim widokiem na wieś i kościół. Trzecia faza park krajobrazowy, XIX w., być może „z dziką promenadą” od północy, o swobodnym ukształtowaniu drzew na obrzeżu, zbliżonym do obecnego, z tego okresu pochodziła też ostatnia zabudowa zespołu dworskiego.
Obecnie założenie stanowi park krajobrazowy naturalistyczny ze śladami geometrycznego ogrodu francuskiego. Stan parku silnie zdewastowany, czytelne tylko ślady kompozycji, drzewostan skromny gatunkowo, zróżnicowany wiekiem, głównie: akacje, lipy, kasztanowce, klony, brzozy, jesiony, topole, krzewy: bez, leszczyna, śnieguliczka. Mimo znacznego zaniedbania i zniszczenia park nadal reprezentuje znaczną wartość, zarówno z uwagi na położenie zapewne w obrębie dawnego zamku, jak z uwagi na zachowane elementy ogrodowe i parkowe.
Obecnym użytkownikiem parku jest Zawodowa Straż Pożarna. Na terenie podworskim zbudowano stadion LKS Płomień Kościelec.

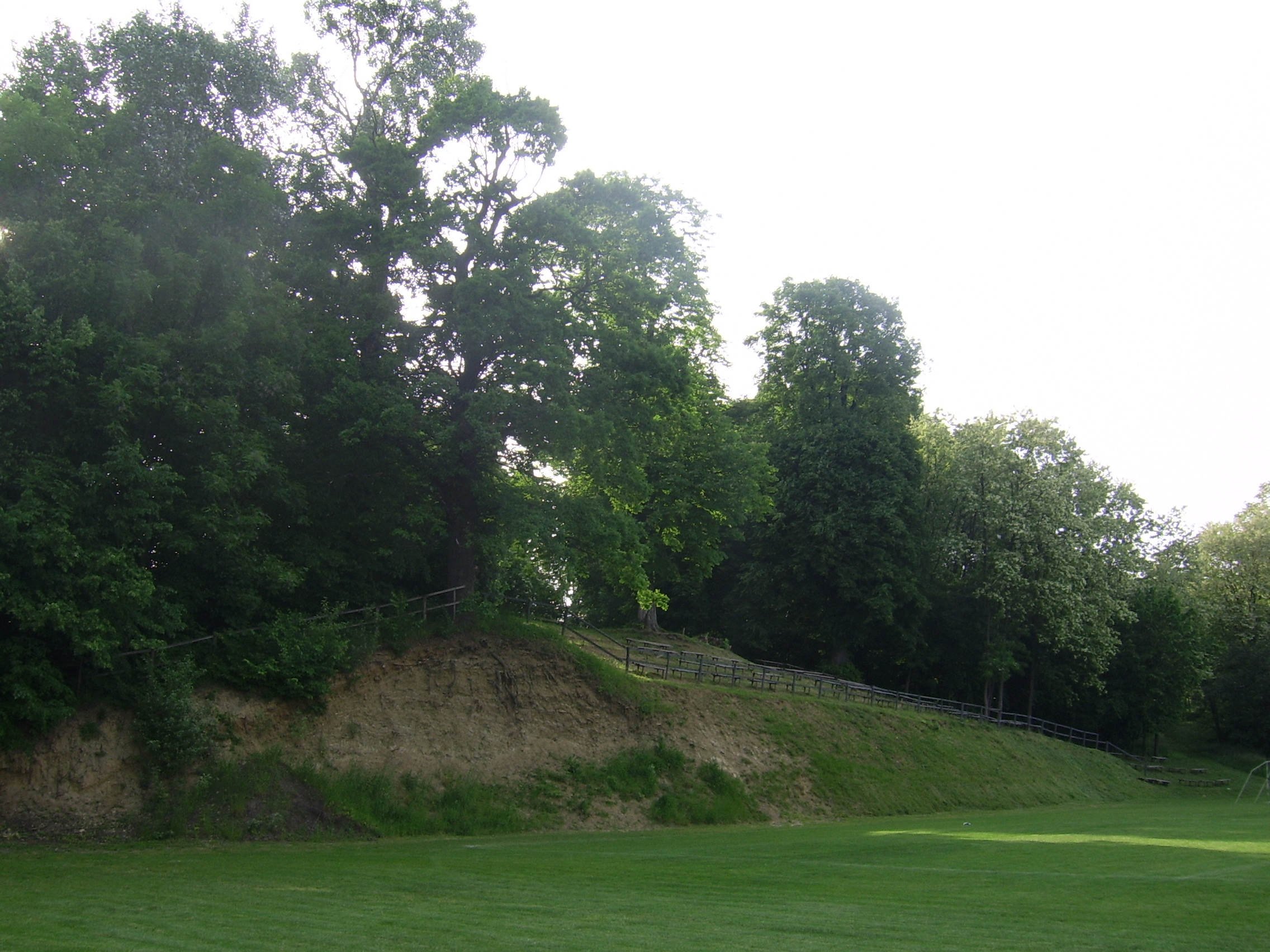
Park podworski
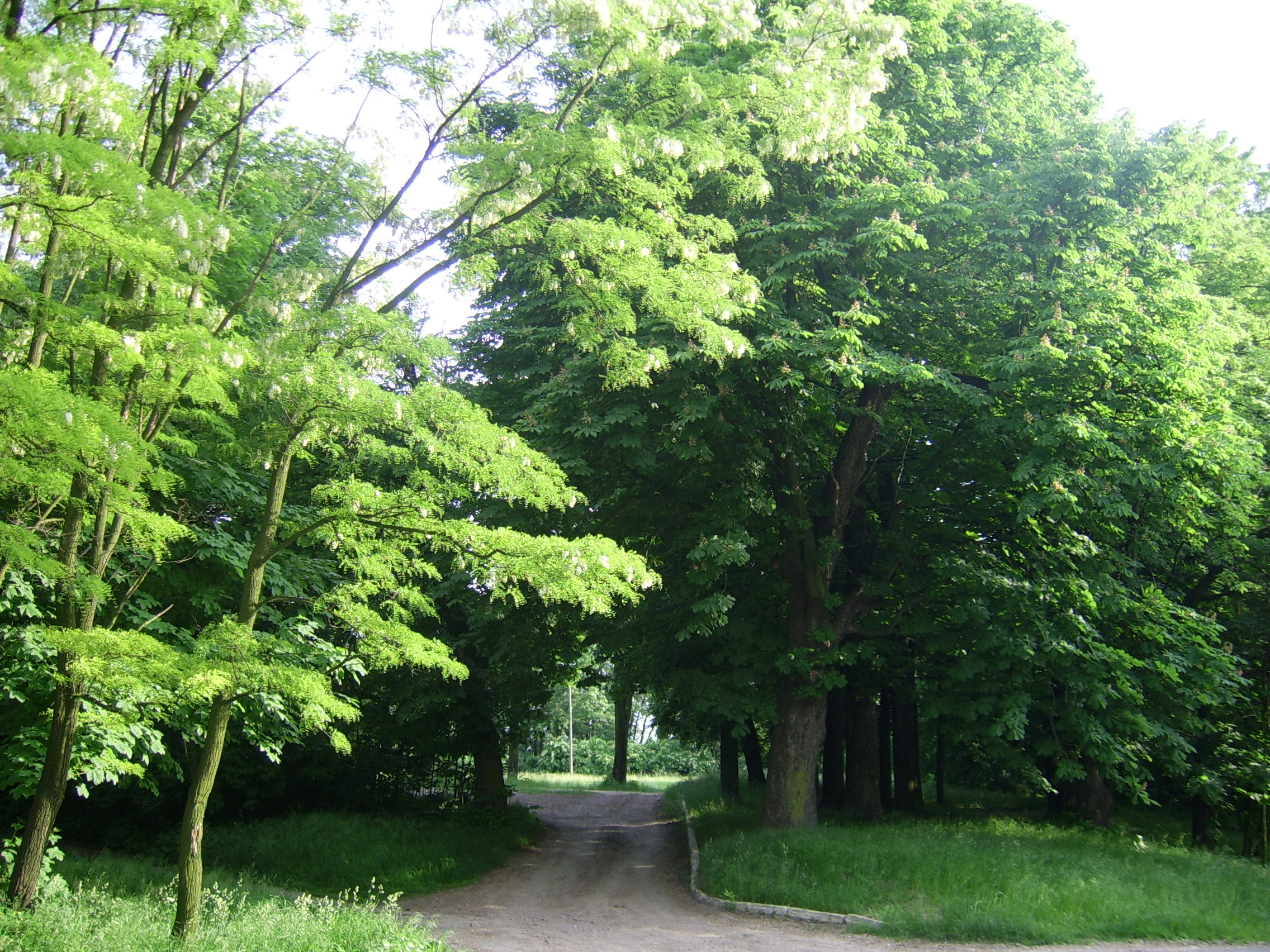
Park podworski
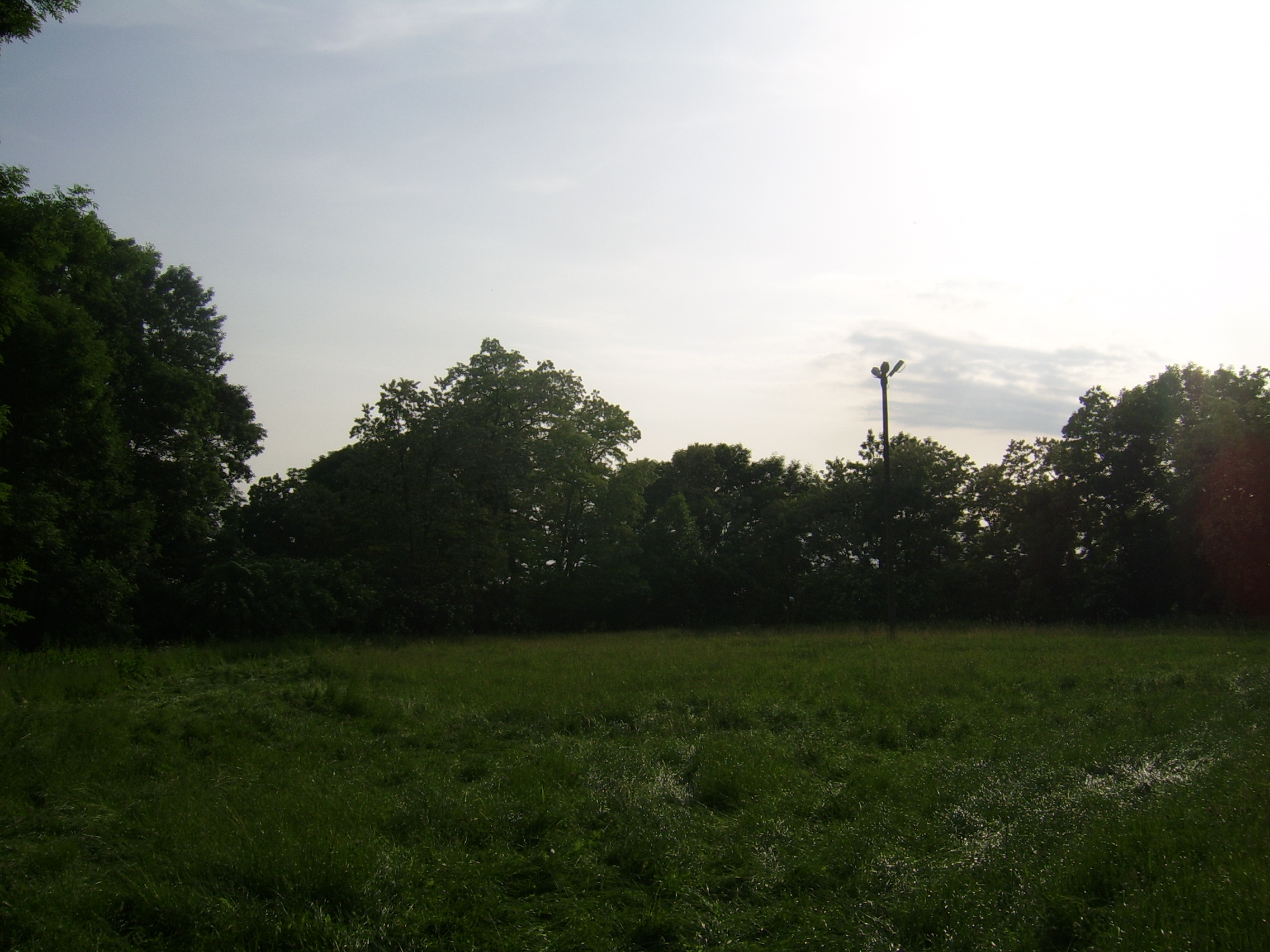
Park podworski